# Atramentus
Atramentus ist eine 2012 gegründete Funeral-Doom-Band.

## Geschichte
Philippe Tougas von Chthe’ilist schrieb 2012 das Debüt von Atramentus und legte es vorerst zurück, da er eine Gruppe und kein Solo-Projekt anstrebte. Über einen Prozess von sechs Jahren formierte er eine vollständige Bandbesetzung. Insbesondere die Suche nach einem Schlagzeuger, der sich dem Stil verschrieb sei problematisch gewesen, gab er im Gespräch mit Doom-Metal.com an. Nach Tougas, der als Sänger und Gitarrist agiert kam 2015 der Gitarrist Claude Leduc mit welchem Tougas unter anderem bei Chthe’ilist spielt, hinzu. Auf Leduc folgte 2016 der Keyboarder François Bilodeau mit welchem Tougas bereits bei Zealotry gearbeitet hatte und der sich auch für Suffer Yourself als Gastmusiker engagiert hatte. Im Jahr 2017 stieß der Bassist Antoine Daigneault, der ebenfalls für Chthe’ilist und Zealotry aktiv war hinzu. Mit dem Schlagzeuger Xavier Berthiaume von Gevurah wurde die Bandkonstellation 2018 komplettiert. Die Band nahm alsdann das Debütalbum ohne vorherige Kooperationsverträge auf und produzierte es allein. Das Label 20 Buck Spin nahm die Gruppe auf Basis des fertigen Materials unter Vertrag und veröffentlichte Stygian im August 2020. Das Album erfuhr international überwiegend hohe Anerkennung. Das Album sei „essentiell“, „eine für sich stehende Scheibe“, „der Konkurrenz […] voraus“ und „in jeder Hinsicht überaus bemerkenswert“

„‚Stygian‘ ist eines der stärksten Debüts, die man im Funeral Doom Metal seit Langem gehört hat: Das Album ist schlüssig und doch abwechslungsreich, atmosphärisch dicht und doch nicht überladen, vor allem aber technisch extrem gut gemacht und musikalisch mit einer sehr klar erkennbaren, eigenen Vision.“

## Inhalt
Mit Atramentus führt Tougas das mit Chthe’ilist begonnene Konzept fort. Atramentus stünde jedoch in einem emotionalen und atmosphärischen Kontrast zu der Death-Metal-Band, weshalb er eine Veröffentlichung unter dem Bandnamen ablehnte.

„I wanted to create music to make others feel what I felt at the time I wrote the music, and make the listeners feel cold and at the same time crushed by the weight of anxiety, dread. heartache and loss like it crushed me.“

„Ich wollte Musik schaffen, mit der ich anderen das Gefühl geben konnte, das ich in der Zeit, als ich sie schrieb, fühlte. Ich wollte, dass die Zuhörer sich kalt fühlen und zugleich Erschlagen von dem Gewicht von Sorge und Furcht. Kummer und Verlust, wie der, der mich erschlug.“

Dennoch sei Atramentus als Erweiterung der mit Chthe’ilist und Eternity’s End begonnenen konzeptionellen Geschichte gedacht. Dabei würde das Projekt die Erzählung des eigens geschaffenen fiktiven Universums aus einer weiteren Perspektive und mit einer differierenden Emotionalität betrachten. Als Hauptcharakter des Debüts stellt Tougas die Figur „The Guardian of Atros Kairn“ vor. Einen „unsterblichen, einsamen Ritter,“ welcher eine „eisige Erde nach der Apokalypse bewandert“. Zu dieser Figur schreibt er einen Stammbaum, eine Biografie, eine postapokalyptische Welt, in welcher die Sonne erlosch, und aktuelle Lebensumstände in welchen sich Analogien zu seiner eigenen Person finden. Die meisten Emotionen, die dieser Charakter durch- und erlebt seien so Projektionen von Dingen, die Tougas persönlich erfuhr, darunter Angstzustände, Schlafstörung, Albträume, Verlust und Trauer. Als initialen Augenblick für die Entstehung des Albums beschreibt Tougas eine mehrstündige Wanderung durch einen Wintersturm und die Überlegung, welche Form der Erfahrung eine ewige Wanderung in einem solchen Sturm unter ähnlicher emotionaler und psychischer Belastung sei.

## Stil
Die Musik von Atramentus entspricht einem traditionellen Funeral Doom, der jenem von Thergothon, Esoteric und Skepticism Nahe gestellt wird. Die Band nutzte „alle typischen Elemente des Funeral Doom“ langsames und Riff-betontes Gitarrenspiel, ein reduziertes und besonders langsames Schlagzeugspiel sowie gutturalen Gesang, ergänzt um besonders präsente Piano- und Keyboard-Elemente, die gar in vollständigen Dark-Ambient-Stücken münden.

„Geschickt eingeflochtene Keyboards, die das Album zusammenhalten, gehören hier ebenso zu den Schlüsselelementen wie das gefühlvolle Piano, die melodischen Leadgitarren und der zwischendurch aufblitzende, melancholische Klargesang, der in Kombination mit den düsteren Growls – natürlich – an Ahab denken lässt.“

## Diskografie
- 2020: Stygian (Album, 20 Buck Spin)